# Scrignac
 Scrignac  (en bretón Skrigneg) es una población y comuna francesa, situada en la región de Bretaña, departamento de Finisterre, en el distrito de Châteaulin y cantón de Huelgoat.

## Demografía
| 1946 | 1687 | 1405 | 1222 | 1005 | 883 |
| Para los censos de 1962 a 1999 la población legal corresponde a la población sin duplicidades (Fuente: INSEE [Consultar]) |      |      |      |      |     |